# Balge
Balge ist eine Gemeinde im Landkreis Nienburg/Weser in Niedersachsen. Die Gemeinde gehört zur Samtgemeinde Weser-Aue und besitzt sieben Ortsteile.

## Geographie
Balge liegt direkt an der Weser. Die Gemeinde gehört der Samtgemeinde Weser-Aue an, die ihren Verwaltungssitz in der Gemeinde Marklohe hat.
Die Gemeinde Balge gliedert sich in die Ortsteile Balge, Blenhorst, Bötenberg, Buchholz, Buchhorst, Dolldorf, Holzbalge, Mehlbergen, Möhlenhalenbeck und Sebbenhausen.

## Geschichte
Am 1. März 1974 wurden die Gemeinden Balge, Blenhorst, Bötenberg, Buchhorst, Holzbalge, Mehlbergen und Sebbenhausen zu einer neuen Gemeinde zusammengeschlossen. Diese erhielt den Namen Blenhorst. Am 23. Januar 1976 wurde ihr Name amtlich in Balge geändert.

## Politik

### Gemeinderat
Der Gemeinderat von Balge setzt sich aus elf Ratsleuten zusammen. Die Ratsmitglieder werden durch eine Kommunalwahl für jeweils fünf Jahre gewählt.
Bei der letzten Kommunalwahl 2021 ergab sich folgende Sitzverteilung:
- Wählergemeinschaft Gemeinde Balge (WGGB): 10 Sitze
- Freie Demokratische Partei (FDP): 1 Sitz

### Bürgermeisterin
Tina Wohlers (WGGB) ist ehrenamtliche Bürgermeisterin der Gemeinde Balge.

## Kultur und Sehenswürdigkeiten

### Bauwerke
- In Blenhorst befindet sich eine 1769 errichtete Säge- und Mahlmühle, die zwei Wasserräder als Antrieb besitzt.
- In Bötenberg befindet sich eine Wassermühle, die Benther Mühle. Sie wurde 1553 als Getreidemühle in Betrieb genommen. Später diente die Mühle auch als Sägemühle. Seit einigen Jahren ist die Mühle jedoch stillgelegt.[5][6]
- Die Dorfkirche in Balge mit dem markanten Wehrturm wurde um 1300 in romanischer Form errichtet.[7]
- In Sebbenhausen befindet sich eine im 16. Jahrhundert errichtete Wassermühle, welche ursprünglich einmal drei Mahlgänge in Betrieb hatte. In den 1950er Jahren wurde sie zu einem landwirtschaftlichen Gebäude umfunktioniert.

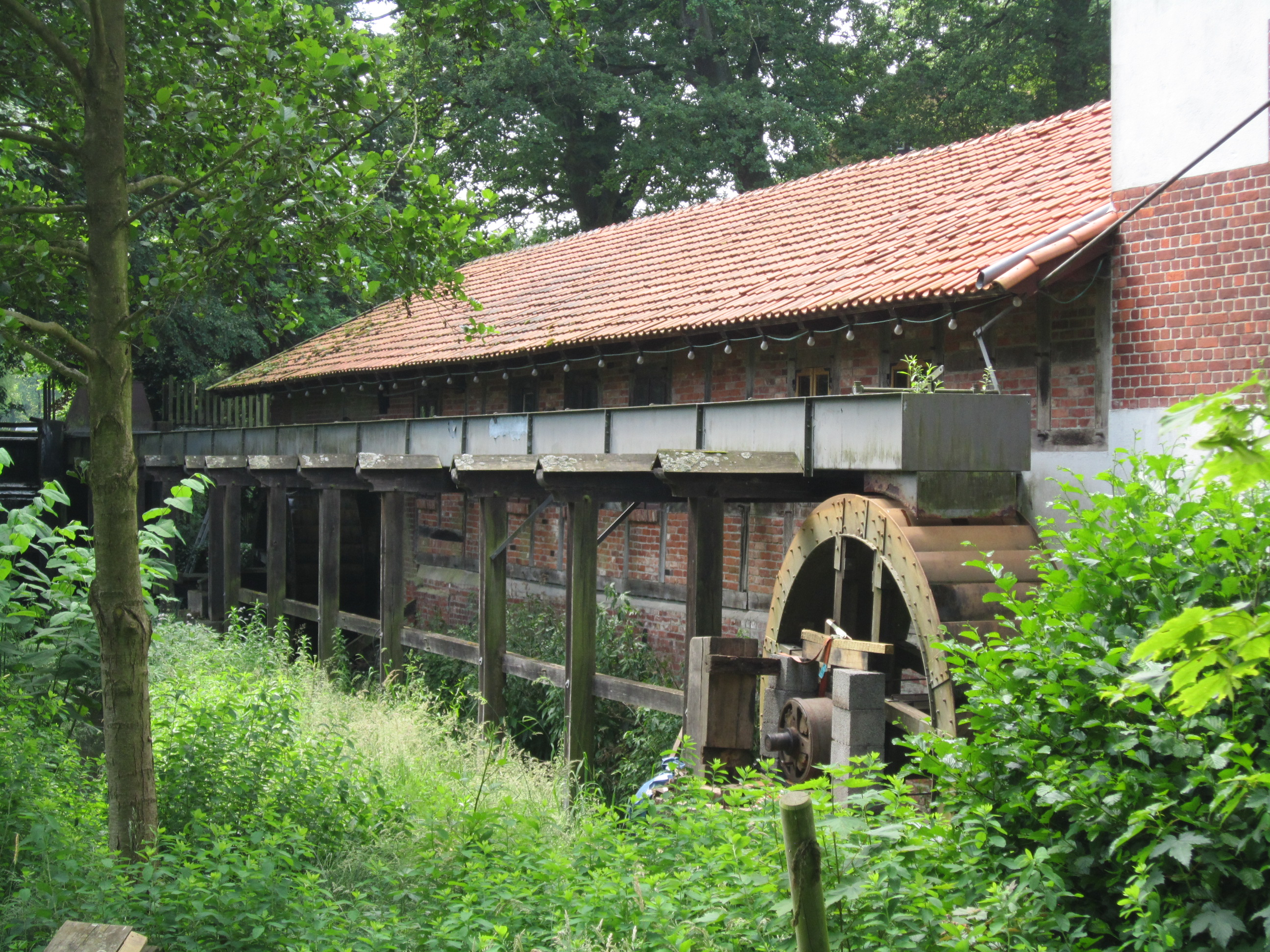
Wassermühle in Blenhorst
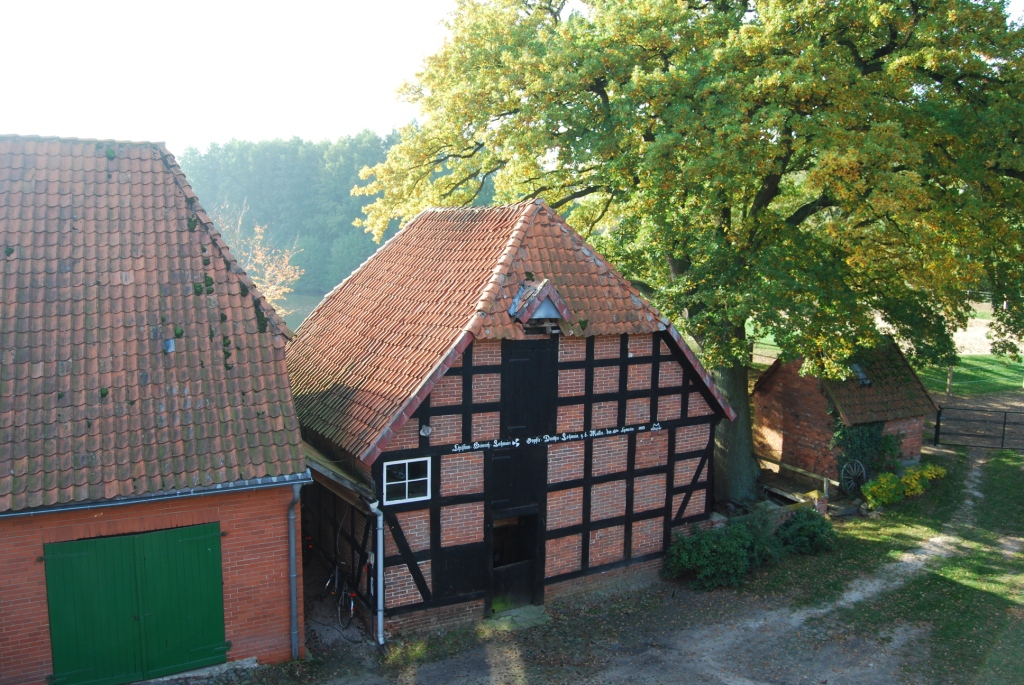
Benther Mühle / Bötenberg
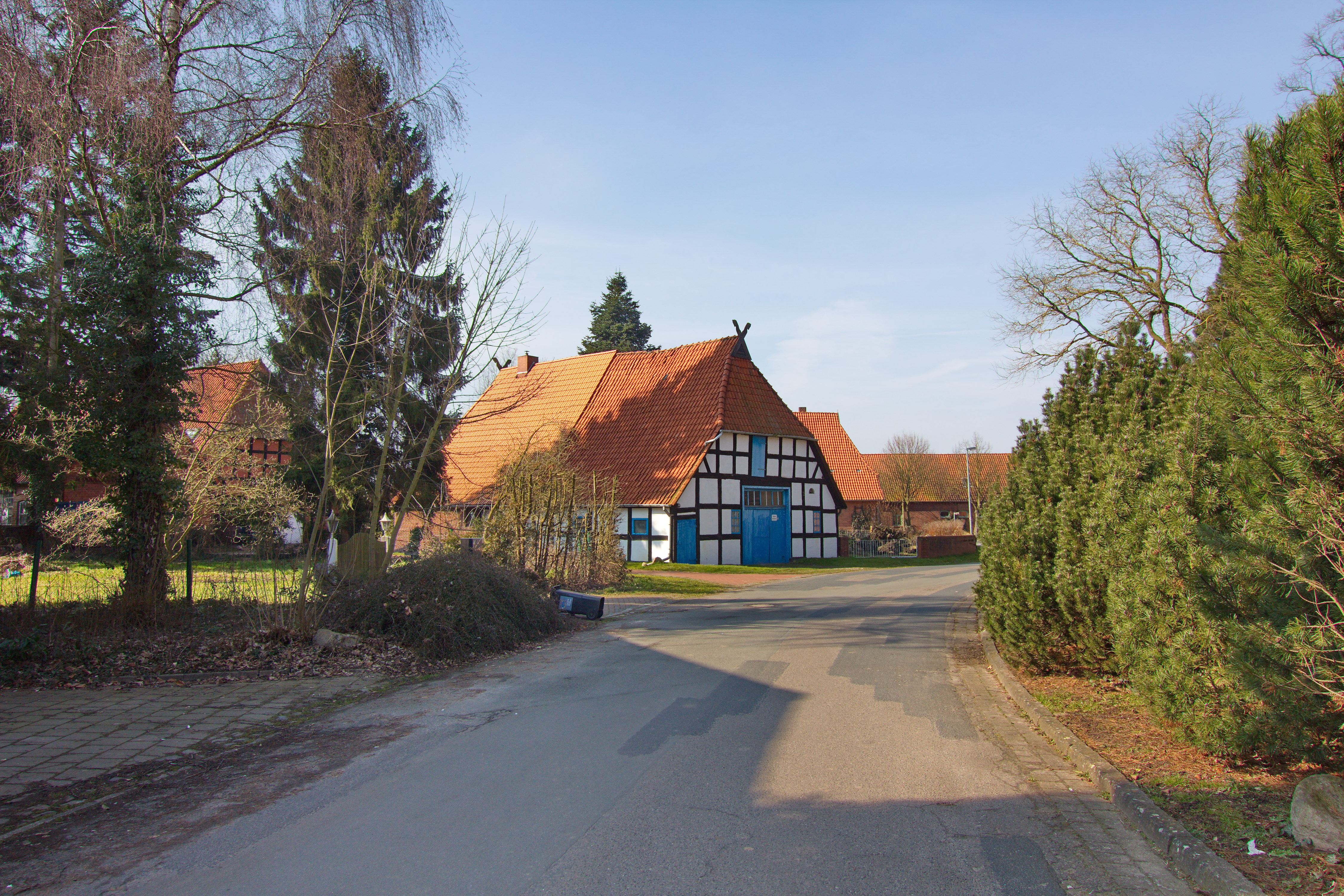
Ortsblick
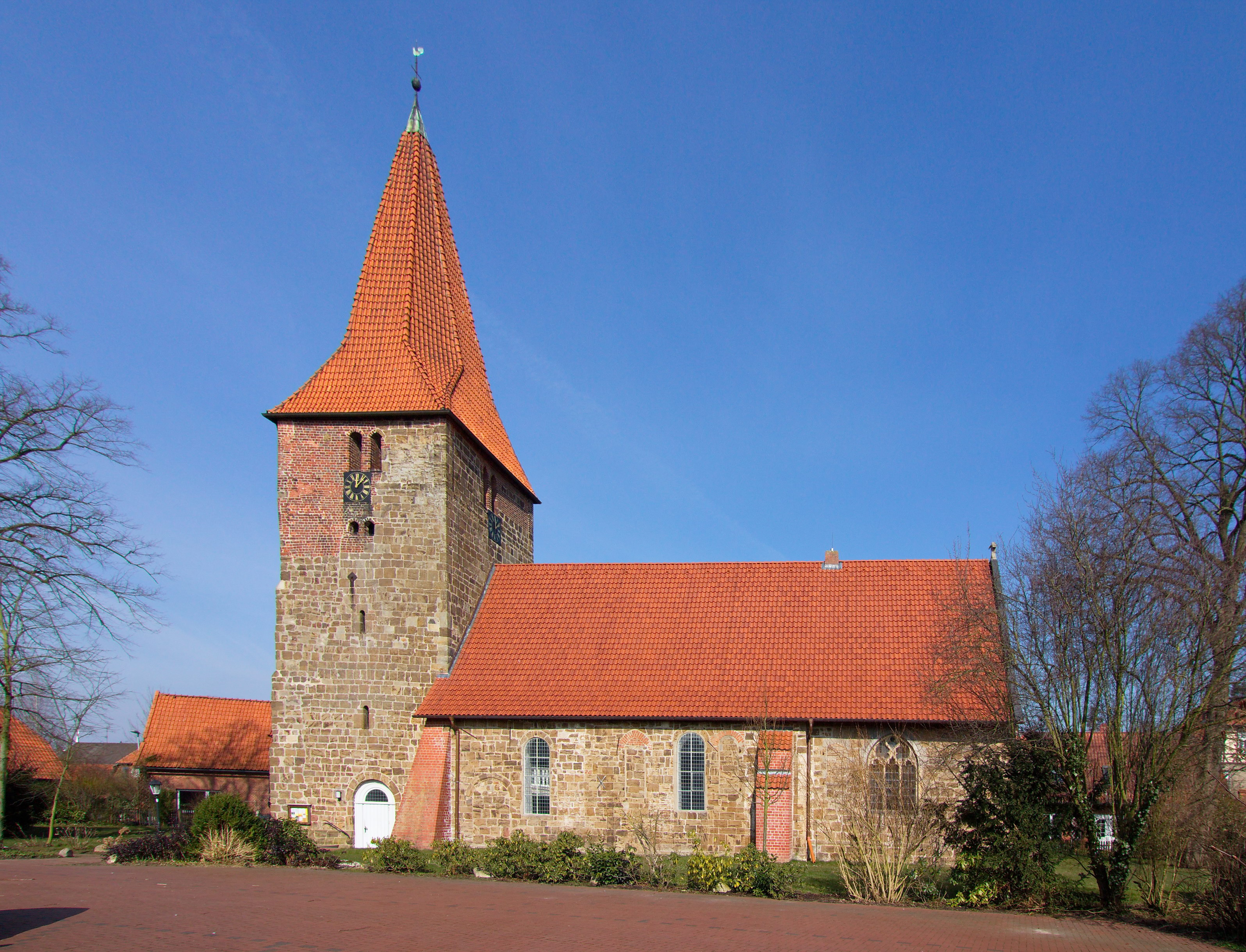
St. Bartholomäus-Kirche

### Sport
In der Gemeinde Balge gibt es einen Sportverein (SV Sebbenhausen/Balge), mehrere Schützenvereine und zwei Spielmannszüge in den einzelnen Ortsteilen.

## Wirtschaft und Infrastruktur

### Öffentliche Einrichtungen
Die Freiwillige Feuerwehr in Balge ist in mehreren Ortsteilen vertreten und sorgt für den Brandschutz und die allgemeine Hilfe im Gemeindegebiet.

### Bildung
- Kindergarten in Balge[9]
- Wegen prognostizierter stark rückläufiger Schülerzahlen (teilweise nur fünf Schüler pro Jahrgang), wurde die Schließung des Grundschulstandortes in Balge Anfang 2008 beschlossen.

## Persönlichkeiten
- Heinrich Löhmann (* 1933 in Sebbenhausen), Landwirt und Autor „Kindheit auf dem Dorf, Jugend in wechselvoller Zeit“[10]